# Armando Crispino
Armando Crispino (Biella, 18 ottobre 1924 – Roma, 6 ottobre 2003) è stato un regista, sceneggiatore e critico cinematografico italiano.
Regista attivo tra la seconda metà degli anni '60 e gli anni '70, si è cimentato in diversi generi (la commedia in costume, il western, il film bellico, la commedia-melò, il giallo, il dramma storico, la parodia comica) contaminandoli tra loro e segnalandosi per la direzione creativa degli attori (come Gianni Morandi in Faccia da schiaffi). La sua pellicola più nota è probabilmente L'etrusco uccide ancora che, insieme a Macchie solari, costituisce un dittico giallo-horror di indubbia originalità nel panorama del cinema giallo/horror italiano.

## Biografia
È il secondo di quattro figli. Durante la Seconda Guerra Mondiale si laurea in legge a Torino, ma s'interessa di cinema sin dall'adolescenza. Alla fine della Guerra, dopo aver lavorato qualche mese in uno studio notarile, dal 1947 inizia l'attività di critico cinematografico per la terza pagina dell'edizione torinese de L'Unità, e dal 1948 prende il posto di Raf Vallone come caporedattore e titolare della rubrica "La settimana cinematografica" (firmandosi "Crisar"). Nel 1949 fonda un Cineclub a Torino per essere eletto poco dopo  segretario nazionale della Federazione Italiana dei Circoli del Cinema.
Amico di Italo Calvino e di Raf Vallone, inizialmente si divide tra letteratura e cinema, partecipando come aiuto regista ad alcuni film girati a Torino e contemporaneamente pubblicando alcuni racconti di matrice fantastica, uno dei quali (Fantasmi a carnevale) ottiene il premio per la migliore novella fantastica nel 1951. Nello stesso anno si trasferisce a Roma dove prosegue la sua attività di aiuto regista. Negli anni sessanta passa dietro la macchina da presa dopo un lungo periodo come assistente alla regia, sceneggiatore e documentarista (realizzando documentari industriali, tra gli altri, per la FIAT, le  Acciaierie Ansaldo e per la OM di Brescia). Si lega in particolare ad Antonio Pietrangeli, del quale diventa assistente alla regia e sceneggiatore tra il 1955 e il 1961. 
Nel 1962 gira il suo primo film di finzione insieme a Luciano Lucignani, L'avaro, uno dei quattro episodi de L'amore difficile, ma non viene accreditato. Nel 1963 sposa l'attrice e doppiatrice Franca Lumachi con la quale avrà poi due figli, il regista e scrittore Francesco Crispino e l'attrice e doppiatrice Gilberta Crispino. Nel 1965 scrive il soggetto di Una bella grinta, film diretto poi da Giuliano Montaldo che segna l'inizio del lungo sodalizio con Lucio Battistrada, insieme al quale firmerà tutte le sceneggiature dei suoi film successivi. Ancora a quattro mani con Luciano Lucignani e nuovamente con l'interpretazione di Vittorio Gassman, nel 1966 firma il suo primo lungometraggio di finzione Le piacevoli notti, mentre l'anno successivo gira in Spagna John il bastardo, trasposizione in chiave Western del Don Giovanni. L'anno successivo firma Commandos, Euro War ambientato in Africa nel 1942 e apprezzato da Quentin Tarantino al punto da citarne una sequenza in Inglorious bastaerds. La buona riuscita commerciale di questo e del successivo Faccia da schiaffi, gli permettono di passare al suo genere preferito, il giallo-thriller, che inaugura nel 1972 con L'etrusco uccide ancora. Dopo il nunsploitation de La badessa di castro, trasposizione  dell'omonimo romanzo di Stendhal, torna al genere prediletto con Macchie solari (che negli USA esce con il titolo Autopsy), film che passa quasi inosservato alla sua uscita ma che con gli anni ha acquisito lo statuto di cult-movie del genere. Il dittico thriller sarebbe dovuto diventare una trilogia con un terzo titolo in fase avanzata di preparazione (dal titolo Apparizioni), ma il progetto sfuma. Il suo ultimo film per il cinema rimane  Frankenstein all'italiana, dopo il quale realizza solo film per la tv. È morto a Roma il 6 ottobre 2003, all'età di 78 anni.
A pochi anni dalla sua morte il figlio gli ha dedicato un documentario dal titolo Linee d'ombra (2006).

## Filmografia

### Regista
- Un paese difende il suo futuro, doc (1958)
- Toeletta di un parco, doc
- Responsabilità, doc
- L'avaro, episodio del film L'amore difficile (1962)
- Le piacevoli notti (1966)
- John il bastardo (1967)
- Commandos (1968)
- Faccia da schiaffi (1969)
- L'etrusco uccide ancora (1972)
- La badessa di Castro (1974)
- Macchie solari (1975)
- Frankenstein all'italiana (1975)
- Cavalieri del lavoro, doc (1978)
- Lettere al direttore - serie TV, episodi Due donne e Innamorarsi a cinquant'anni (1981)
- Big Man - serie TV, due episodi (1988)

### Sceneggiatore
- Souvenir d'Italie, regia di Antonio Pietrangeli (1957)
- La donna che venne dal mare, regia di Francesco De Robertis (1957) - non accreditato
- Nata di marzo, regia di Antonio Pietrangeli (1958)
- Vento del Sud, regia di Enzo Provenzale (1960)
- Fantasmi a Roma, regia di Antonio Pietrangeli (1961) - non accreditato
- Una bella grinta, regia di Giuliano Montaldo (1965)
- Rififí ad Amsterdam, regia di Sergio Grieco (1966)
- Requiescant, regia di Carlo Lizzani (1967)
- Assassination, regia di Emilio Miraglia (1967)
- John il bastardo, regia di Armando Crispino (1967)
- Commandos, regia di Armando Crispino (1968)
- Faccia da schiaffi, regia di Armando Crispino (1969)
- Un uomo dalla pelle dura, regia di Franco Prosperi (1972)
- L'etrusco uccide ancora, regia di Armando Crispino (1972)
- La badessa di Castro, regia di Armando Crispino (1974)
- Macchie solari, regia di Armando Crispino (1975)

### Aiuto regista
- Il monello della strada, regia di Carlo Borghesio (1950)
- Persiane chiuse, regia Luigi Comencini (1951)
- La presidentessa, regia di Pietro Germi (1952)
- La figlia del forzato, regia di Gaetano Amata (1954)
- La bella di Roma, regia di Luigi Comencini (1955)
- Lo scapolo, regia di Antonio Pietrangeli (1955)
- Souvenir d'Italie, regia di Antonio Pietrangeli (1957)
- La donna che venne dal mare, regia di Francesco De Robertis (1957) - non accreditato
- Nata di marzo, regia di Antonio Pietrangeli (1958)
- Vento del sud, regia di Enzo Provenzale (1959)
- Via Margutta, regia Mario Camerini (1960)
- Adua e le compagne, regia di Antonio Pietrangeli (1960)
- Fantasmi a Roma, regia di Antonio Pietrangeli (1961)
- I briganti italiani, regia di Mario Camerini (1961) - anche regista della seconda unità

### Segretario di produzione
- Napoleone, regia di Carlo Borghesio (1951) [come Armando Crispini]
- Il brigante di Tacca del Lupo, regia di Pietro Germi (1952)
- Puccini, regia di Carmine Gallone (1953) - anche regista della seconda unità